# آر. جون كولير
آر. جون كولير (بالإنجليزية: R. John Collier)‏ هو عالم كيمياء حيوية وعالم أحياء دقيقة وأحيائي أمريكي، ولد في 6 أغسطس 1938 في ويتشيتا فولز في الولايات المتحدة.

## وصلات خارجية
- الموقع الرسمي